# Liste der Singles in den Race-Records-Charts 1946
Die Liste der Singles in den Race-Records-Charts 1946 enthält alle Songs von Singles, die im Kalenderjahr 1946 in der Kategorie Most Played Juke Box Race Records des Billboard gelistet wurden. Diese stellte den Vorläufer der 1949 eingeführten Billboard R&B Charts dar.

## Hintergrund
Seit den frühen 1940er Jahren war der Markt für sogenannte Race Records (also Platten afroamerikanischer Musiker für ein afroamerikanisches Publikum) so gewachsen, dass Billboard daran interessiert war, deren Umsatz zu messen. „Race Music“ war ein Begriff, der bereits seit den 1920er-Jahren von der Plattenindustrie verwendet wurde.
Zunächst als Harlem Hit Parade und über die Verkäufe von Schallplatten ermittelte Billboard seit 1942 Charts für derartige Race Records. Die wöchentlichen Verkäufen wurde zuerst in einer nicht näher definierten Auswahl der „beliebtesten Plattenläden“ im New Yorker Stadtteil Harlem (der stark afroamerikanisch geprägt war) in einer informellen Umfrage erhoben. 1944 waren zunächst Plattenläden in Chicago und Newark (New Jersey) hinzugekommen, dann in den ganzen Vereinigten Staaten.
Seit 17. Februar 1945 veröffentlichte Billboard statt dieser Verkaufscharts eine Chartermittlung der wöchentlich meistgespielten Titel in den Musikautomaten, der auf Berichten von solchen Jukebox-Betreibern in den Vereinigten Staaten beruhte, deren Standort Race Records erforderte; diese wurde unter dem Titel Most Played Juke Box Race Records veröffentlicht. Im Juni 1949 wurde der Begriff Race in den Chartlisten ersetzt durch „Rhythm and Blues“.
Im Jahr 1946 platzierten sich insgesamt 63 Songs.

## Liste
| Interpret                                                        | Titel Autor(en)                                                                           | Charteinstieg | Wochen | HP | Labelnummer      | Bemerkungen |
| ---------------------------------------------------------------- | ----------------------------------------------------------------------------------------- | ------------- | ------ | -- | ---------------- | --- |
| Joe Liggins                                                      | The Honeydripper Joe Liggins                                                              | 11.08.1945    | 26     | 1  | Exclusive 207    | |
| Lionel Hampton & His Orchestra                                   | Beula’s Boogie Lionel Hampton                                                             | 19.10.1945    | 9      | 2  | Decca 18719      | |
| Joe Liggins                                                      | I’ve Got a Right to Cry Joe Liggins                                                       | 05.01.1946    | 2      | 2  | Exclusive 210    | I've Got a Right to Cry wurde 1949 auf Specialty Records (#SP 338) wiederveröffentlicht. |
| Wynonie Harris with Illinois Jacquet & His All-Stars             | Wynonie’s Blues Wynonie Harris                                                            | 05.01.1946    | 2      | 3  | Apollo 262       | Wynonie Harris, bekannt als „Mr. Blues“, war einer der Pioniere des Rhythm & Blues in der Zeit nach dem Zweiten Weltkrieg. Von 1946 bis Anfang 1952 war er eine dominierende Kraft in den R&B-Charts |
| Jimmy Lunceford & Delta Rhythm Boys                              | The Honeydripper Joe Liggins                                                              | 03.11.1945    | 9      | 2  | Decca 23451      | Nachdem Joe Liggins ab August 1945 mit der Nummer erfolgreich in den Charts war, folgten bald Coverversionen von Jimmy Lunceford, Roosevelt Sykes, Oscar Peterson und Cab Calloway. |
| Louis Jordan & His Tympany Five                                  | Buzz Me Fleecy Moore, Dave Dexter                                                         | 12.01.1946    | 13     | 1  | Decca 18734      | Slangbezeichnung für „Ruf mich an“ |
| Roosevelt Sykes                                                  | The Honeydripper Joe Liggins                                                              | 24.11.1945    | 4      | 3  | Bluebird 34-0737 | Der amerikanische Blues-Pianist war auch als „the Honeydripper“ bekannt. Auf dem gleichnamigen Titel begleitet er sich selbst auf dem Klavier. |
| Pearl Bailey with Mitchell Ayres Orchestra                       | Fifteen Years (And I'm Still Serving Time) Allan Roberts, Doris Fisher                    | 12.01.1946    | 1      | 4  | Columbia36881    | Fifteen Years (And I'm Still Serving Time) war die B-Seite von Tired. |
| Nat King Cole Trio                                               | Come to Baby, Do! Inez James, Sid Miller                                                  | 12.01.1946    | 2      | 3  | Capitol 224      | Come to Baby, Do! war die B-Seite von The Frim Fram Sauce, ein Song von Joe Ricardel & Sid Miller. |
| Ella Mae Morse                                                   | Buzz Me Fleecy Moore, Dave Dexter                                                         | 26.01.1946    | 4      | 2  | Capitol228       | Ella Mae Morse’ Version des Louis-Jordan-Hits gelang in den Billbard-Pop-Charts im Januar 1946 auf #15. |
| Louis Jordan & His Tympany Five                                  | Don’t Worry ’bout That Mule Charlie Stewart, Duke Groaner, Fleecie Moore, Wild Bill Davis | 26.01.1946    | 10     | 2  | Decca 1873       | Jordans R&B-Song ist nicht zu verwechseln mit Glenn Barbers Country-Song Don't Worry 'Bout the Mule (Just Load the Wagon). |
| Delta Rhythm Boys                                                | A Sittin’ and a Rockin’ Duke Ellington, Billy Strayhorn, Lee Gaines                       | 05.01.1946    | 3      | 3  | Decca 18739      | Ein Ellington/Strayhorn-Titel, zu dem Lee Gaines, Mitglied der Delta Rhythm Boys, einen Liedtext schrieb. |
| Cab Calloway                                                     | The Honeydripper Joe Liggins                                                              | 01.02.1946    | 1      | 4  | Columbia 36894   | Eine weitere Coverversion eines der größten Hits des Jahres. |
| Helen Humes & Bill Doggett Octet                                 | Be-Baba-Leba Humes                                                                        | 15.12.1945    | 6      | 7  | Philo PV106      | Mit Ross Butler (tp), Johnny Brown a(s), Wild Bill Moore (ts), Ernest Thompson (bar), Bill Doggett (p), Elmer Warner (git), Alfred Moore (kb) und Charles Harris (dr). Adaptiert hatte Helen Humes den Titel von Big Jim Wynn's Ee-Bobaliba. Humes Be-Baba-Leba „ist reiner R&B mit einer intermittierenden Backbeat und Boogie-Basslinie“.             |
| Lionel Hampton                                                   | Hey! Ba-Ba-Re-Bop Curley Hamner, Lionel Hampton                                           | 02.03.1946    | 24     | 1  | Decca 18754      | Die kölsche Nachkriegsversion lautete: „Dä Papp es noch em Kreech, de Mamm hät et nit leich. Mer Pänz mer klaue Klüfte un spille manche Streich un singe: Hey ba ba re bop — hey ba ba re bop.“ |
| Johnny Moore's Three Blazers                                     | Driftin’ Blues Three Blazers                                                              | 02.03.1946    | 23     | 2  | Philo P-112      | Drifting Blues war die meistverkaufte Platte, die Johnny Moore’s Three Blazers jemals gemacht hatte, aber sie haben nie mehr als die ursprünglichen 800 Dollar verdient. |
| Louis Jordan & His Tympany Five                                  | Salt Pork, West Virginia Fleecie Moore, Bill Tennyson                                     | 02.03.1946    | 16     | 2  | Decca 18762      | Salt Pork, West Virginia war die B-Seite von Reconversion Blues, ein Song, der bald ebenfalls in die Race Records Charts gelangte. |
| The Blues Woman                                                  | Voo It! Voo It! William Frosty Pyles                                                      | 02.03.1946    | 5      | 4  | Juke Box JB-5025 | Mit Marion Abernathy (voc), Allen Durham (trb), Buddy Banks (ts), Eddie Beal (p), William „Frosty“ Pyles (git), Ernie Shepard (kb), Nat „Monk“ McFay (dr). |
| Louis Jordan & His Tympany Five                                  | Reconversion Blues Fleecie Moore, Steve Graham                                            | 09.03.1946    | 7      | 2  | Decca 18762      | „Can't wait to buy a new automobile and a pair of two-tone shoes. / l can walk right past my draft board, / and l won't get no dirty looks, l can go down to see my grocer, without taking my ration books, l got those reconversion blues“ |
| The Mills Brothers                                               | Don't Be a Baby, Baby Buddy Kaye, Howard Steiner                                          | 30.03.1946    | 9      | 3  | Decca 18753      | „Don’t be a baby, baby / ’Bout a love that passed you by / But if you have to, baby / Go ahead and have your cry“ |
| Cats’n’Jammers Three (Vocal by Bill Samuels)                     | I Cover the Waterfront Johnny Green, Edward Heyman                                        | 06.04.1946    | 2      | 5  | Mercury 2003     | Der aus dem Bundesstaat Mississippi stammende Samuels gründete in Chicago das Trio Cats’n’Jammer Three, mit dem er 1947 den damals populären Novelty Song Open the Door, Richard! und eine Coverversion der Ballade I Cover the Waterfront einspielte.                                                                                                  |
| Elle Fitzgerald & Louis Armstrong                                | The Frim Fram Sauce Joe Ricardel                                                          | 13.04.1946    | 2      | 4  | Decca 23496      | B-Seite der Single You Won't Be Satisfied. |
| Roy Milton                                                       | R.M. Blues Roy Milton                                                                     | 27.04.1946    | 24     | 3  | Juke Box JB-504  | Die Single erschien auch auf Miltons eigenem Label Roy Milton Record Co. |
| Billy Eckstine                                                   | Prisoner of Love Leo Robin                                                                | 04.05.1946    | 2      | 3  | National 9017    | Prisoner of Love war 1946 in den USA vor allem in den Versionen von Perry Como und der Ink Spots populär. |
| Louis Jordan                                                     | Beware Morry Lasco, Fleecie Moore, Dick Adams                                             | 04.05.1946    | 9      | 2  | Decca 18818      | Als Lucius Brokenshire „Louis“ Jordan hatte der Sänger und Bandäeader die Hauptrolle in dem gleichnamigen Musikfilm unter der Regie von Bud Pollard. |
| Johnny Moore's Three Blazers                                     | I Know Three Blazers                                                                      | 04.05.1946    | 1      | 2  | Phil P-112       | Die Three Blazers waren Eddie Williams (Bass), Johnny Moore (Gitarre, Gesang) und Charles Brown (Piano, Gesang). |
| Andy Kirk Orchestra & The Jubilaires                             | I Know John Jennings, Ted Brooks                                                          | 11.05.1946    | 15     | 2  | Decca 18782      | Der Saxophonist Joe Evans erinnerte sich: „Bei der ersten Aufnahme, bei der ich mit dem Andy Kirk Orchestra zusammenarbeitete und die ein Hit wurde, sangen die Jubilaires „I Know“. Erstaunlicherweise wollte der Künstler und Repertoire-Mann dieses Lied nicht aufnehmen, aber Andy bestand darauf.“                                                 |
| Slim Gaillard Trio                                               | Cement Mixer (Put-ti Put-ti) Slim Gaillard, Earn Brown                                    | 11.05.1946    | 1      | 5  | Cadet CR 201     | Slim Gaillard Trio mit Zutty Singleton (Schlagzeug) und Tiny Brown (Bass). |
| The Ink Spots                                                    | The Gypsy Billy Reid                                                                      | 01.06.1946    | 12     | 1  | Decca 18817      | The Gypsy war einer der großen Hits des Jahres 1946; der Song kam in den Versionen von Dinah Shore, der Ink Spots und Sammy Kaye in die Billbaord-Pop-Charts. |
| Louis Jordan & His Tympany Five                                  | Don’t Let the Sun Catch You Cryin’ Joe Greene                                             | 08.06.1946    | 7      | 3  | Decca 18818      | 1959 war Ray Charles mit dieser Jordan-Nummer ebenfalls erfolgreich in den US-Charts. |
| Lucky Millinder and His Orchestra                                | Shorty’s Got to Go Lucky Millinder                                                        | 08.06.1946    | 4      | 5  | Decca 18667      | Shorty's Got to Go war der letzte Charterfolg von Lucky Millinder und seinem 16-köpfigen Orchester. |
| Nat King Cole Trio                                               | (Get Your Kicks on) Route 66 Bobby Troup                                                  | 08.06.1946    | 10     | 3  | Capitol 256      | King Cole Trio - (Get Your Kicks On) Route 66 |
| Bull Moose Jackson & His Orchestra                               | I Know Who Threw the Whiskey (in the Well) Eddie DeLange, John Benson Brooks              | 29.06.1946    | 7      | 4  | Queen 4^116      | Bull Moose Jacksons Coverversion des großen Hits von Lucky Millinder im Jahr 1945. |
| Erskine Hawkins and His Orchestra                                | Sneakin’ Out Bobby Smith                                                                  | 29.06.1946    | 2      | 6  | Victor 20-1883   | Die Erskine Hawkins Band hatte 1946 drei Hits, darunter Sneakin’ Out, eine Komposition seines Altsaxophonisten Bobby Smith (der auch Tippin’ In geschrieben hatte). Smith ist auch der Solist neben Beiträgen des Tenorsaxophonisten Julian Dash, dem Pianisten Ace Harris, dem Trompeter Bobby Johnson und dem Bandleader selbst.                      |
| Louis Jordan & Ella Fitzgerald                                   | Stone Cold Dead in the Market (He’d Had it Coming) Wilmoth Houdini                        | 29.06.1946    | 20     | 1  | Decca 23546      | Die Ursprünge des Songs liegen auf der Insel Barbados; es war ein Folksong, der alternativ Payne Dead bzw. Murder in the Market hieß. |
| The Ink Spots                                                    | Prisoner of Love Leo Robin                                                                | 06.07.1946    | 1      | 5  | Decca 18864      | |
| Buddy Johnson and His Orchestra (Vocal Chorus by Arthur Prysock) | They All Say I’m the Biggest Fool Buddy Johnson                                           | 06.07.1946    | 1      | 5  | Decca 11000      | B-Seite von Fine Brown Frame. |
| Erskine Hawkins                                                  | I’ve Got a Right to Cry Joe Liggins                                                       | 13.07.1946    | 10     | 3  | Victor 20-1902   | I’ve Got a Right to Cry, die B-Seite von Tippin' In, war eine Coverversion des Joe-Liggins-Hits. Der Gesang stammte von Laura Washington. |
| Ella Fitzgerald & Louis Jordan                                   | Peetotie Pie Ella Fitzgerald                                                              | 27.07.1946    | 2      | 3  | Decca 23546      | |
| Big Joe Turner                                                   | My Gal’s a Jockey Joe Turner                                                              | 03.08.1946    | 1      | 6  | National 4002    | Mit Wild Bill Moore's Lucky Seven Band, mit Warren Brocken (tp), Wild Bill Moore, Lloyd Harrison (ts), Al Williams (p), Teddy Bunn (git), Shifty Henry (kb) und Alray Kidd (dr). |
| Louis Jordan & His Tympany Five                                  | Choo Choo Ch’Boogie Vaughn Horton, Denver Darling, Milt Gabler                            | 17.08.1946    | 26     | 1  | Decca 23810      | Louis Jordan Choo Choo Ch'Boogie (1946) |
| Louis Jordan & His Tympany Five                                  | That Chick’s Too Young to Fry Jimmy Hilliard                                              | 31.08.1946    | 11     | 3  | Decca 23610      | Jordan trat als Schyler Jarvis in dem Musikfilm Reet, Petite, and Gone (1947, Regie William Forest Crouch) auf, in dem u. a. auch dieser Song dargeboten wurde. Die Hauptrollen hatten Louis Jordan, June Richmond und Milton Woods. |
| Billy Eckstine                                                   | You Call It Madness Russ Columbo, Con Conrad                                              | 07.09.1946    | 1      | 3  | National 9019    | |
| Roosevelt Sykes & His Original Honeydrippers                     | Sunny Road R. Sykes                                                                       | 07.09.1946    | 7      | 2  | Decca 18754      | B-Seite von That's My Gal |
| Phil Harris and His Orchestra                                    | The Darktown Poker Club Bert Williams, Will Vodery, Jean Havez                            | 07.09.1946    | 1      | 4  | ARA 116          | „Es gab auch die Jack Benny Show mit Phil Harris, der nicht singen konnte, sich jedoch einen Namen machte, indem er erzählende Gedichte wie The Darktown Poker Club rezitierte, die heute politisch nicht korrekt wären, aber zumindest nicht mit dem skatologischen Mist gefüllt waren, der obligatorisch ist in aktuellen Rap-Hervorbringungen [...]“ |
| Wynonie Harris (with Johnny Olston & His All Stars)              | Playful Baby Helen Miller                                                                 | 29.09.1946    | 3      | 2  | Apollo 372       | Wynonie Harris (vcl) wird begleitet von Jimmy Moorman (tp), Johnnie Allston (ts), King Fleming (p), Herman Mitchell (git), Clarence Jones (kb), Al Cake Wichard (dr). |
| The Ink Spots                                                    | To Each His Own Jay Livingston                                                            | 29.09.1946    | 3      | 3  | Decca 23615      | Ein Song aus der Paramount-Produktion Mutterherz. 1946 war das Lied auch in den Versionen von Eddy Howard (#1), Freddy Martin (#1), Tony Martin (#4) und The Modernaires (#5) in den Billboard-Popcharts vertreten. Die Ink Spots schafften es ebenfalls auf #1.                                                                                        |
| Luis Russell                                                     | The Very Thought of You Ray Noble                                                         | 05.10.1946    | 3      | 3  | Apollo 1012      | Ein Song aus den 1930er-Jahren, der Mitte der 1940er-Jahre zu einem populären Jazzstandard wurde. |
| Arthur Crudup                                                    | So Glad You’re Mine Crudup                                                                | 05.10.1946    | 3      | 3  | Victor 29-1949   | „Blues singer with guitar and drums“, stand auf dem Etikett der 78er; zehn Jahre später coverte Elvis Presley den R&B-Titel Crudups. |
| Joe Liggins                                                      | Tanja                                                                                     | 05.10.1946    | 7      | 3  | Exclusive 231    | |
| Louis Jordan and His Tympany Five                                | Ain’t That Just Like a Woman (They’ll Do It Every Time) Claude Demetrius, Fleecie Moore   | 19.10.1946    | 17     | 1  | Decca 23669      | Louis Jordan Ain´t that just like a woman (1946) |
| Arthur Crudup                                                    | Ethel Mae Arthur Crudup                                                                   | 09.11.1946    | 1      | 4  | Victor 20-1949   | B-Seite von So Glad You're Mine. |
| Andy Kirk & The Jubilaires                                       | I Don’t Know What I’d Ever Do Without You Lee Kuhn                                        | 09.11.1946    | 1      | 5  | Decca 18916      | The Jubalaires (auch Royal Harmony Singers) waren ein in den 1930er- und 40-Jahren in den Vereinigten Staaten erfolgreiches Vokalquartett. |
| Julia Lee & Her Boy Friends                                      | Gotta Gimme Whatcha Out Julia Lee                                                         | 18.11.1946    | 7      | 3  | Capitol 308      | Julia Lee and Her Boy Friends bestanden aus Julia Lee (vcl,p), Geechie Smith (tp), Henry Bridges (ts), Nappy Lamare (git), Billy Hadnott (kb) und Sam „Baby“ Lovett (dr). |
| Erskine Hawkins & His Orchestra with Avery Parrish, piano        | After Hours E. Hawkins                                                                    | 18.11.1946    | 4      | 3  | Victor 20-1979   | Nach dem vorherigen Charterfolg mit I've Got a Right to Cry legte RCA-Victor nach mit einem bereits 1940 entstandenen Titel der Hawkins-Band. After Hours war wegen der Schellack-Rationierung während des Zweiten Weltkriegs unveröffentlicht geblieben.                                                                                               |
| Bill Samuels & The Cats ’n’ Jammer Three                         | Port Wine B. Samuels                                                                      | 18.11.1946    | 1      | 5  | Mercury 8012     | Bill Samuels (p, voc), Adam Lamberts (git), Sylvester Hicks (oder Hickman?) (kb, voc) und Hillard Brown (dr). |
| Nat King Cole Trio                                               | The Christmas Song Mel Tormé, Robert Wells                                                | 23.11.1946    | 6      | 3  | Capitol311       | |
| Johnny Moore's Three Blazers                                     | So Long Irving Melsher, Remus Harris                                                      | 18.11.1946    | 1      | 4  | Modern Music 143 | Mit R&B-Hits wie Drifting Blues, Sunny Road, So Long, New Orleans Blues und Changeable Woman Blues waren Johnny Moore's Three Blazers das Sprungbrett zum Rum für den Rhythm-and-Blues-Stilisten Charles Brown. |
| Nat King Cole Trio                                               | (I Love You) For Sentimental Reasons William Best, Deek Watson                            | 18.11.1946    | 7      | 3  | Capitol 304      | Auch Künstler wie Ella Fitzgerald, Eddy Howard, Perry Como, und Dinah Shore waren mit dem Song in den Billbarods-Popcharts erfolgreich. |
| Louis Jordan and His Tympany Five                                | Ain’t Nobody Here, But Us Chickens Joan Whitney, Alex Kramer                              | 14.12.1946    | 27     | 4  | Decca 23741      | „Man kann die Trickster-Helden-Figur erleben, die in Louis Jordans Hit-Song „Ain't Nobody Here but Us Chickens“ verwendet wird, der den Text eines alten Feldlieds übernimmt, das bei Sklaven beliebt war.“ |
| Roy Milton                                                       | Milton Boogie Roy Milton                                                                  | 14.12.1946    | 1      | 4  | Juke Box JB-503  | „Für die Rhythm-and-Blues-Künstler der Nachkriegszeit waren Boogie-Woogie-Platten ein bisschen wie Visitenkarten. Es gab Cecil Boogie (Cecil Gant), T-Bone Boogie (T-Bone Walker), Milton Boogie (Roy Milton), Amos Boogie (Amos Milbum), Wynonie’s Boogie“ […]                                                                                         |
| Louis Jordan                                                     | Let the Good Times Roll Sam Theard, Fleecie Moore                                         | 23.12.1946    | 25     | 4  | Decca 23741      | |
| Lenny Lewis & His Orchestra                                      | Blue Flame James „Jiggs“ Noble                                                            | 28.10.1946    | 1      | 5  | Queen/King 5133  | Coverversion des durch Woody Herman and His Orchestra populären Jazztitels. |